# Omalisus flavangulus
Omalisus flavangulus is een keversoort uit de familie kasteelkevers (Omalisidae). De wetenschappelijke naam van de soort werd in 1898 gepubliceerd door Spåth.